# Vengo anch'io. No, tu no/Giovanni, telegrafista
Vengo anch'io. No, tu no/Giovanni, telegrafista è un singolo di Enzo Jannacci, pubblicato dalla ARC nel dicembre 1967.
Entrambi i brani sono inclusi nell'album Vengo anch'io. No, tu no (ARC, ALP 11007).

## Vengo anch'io. No, tu no
Il protagonista del brano è un uomo che è respinto a priori da ogni evento, anche se solo ipotizzato. Nonostante il tono apparentemente umoristico, la tematica di fondo è più complessa, e parla di persone escluse, che vivono ai margini della società.

## Giovanni, telegrafista
Il testo di Giovanni telegrafista è la versione italiana della poesia João, o telegrafista, scritta alla fine degli anni Quaranta dal poeta Cassiano Ricardo e tradotta da Ruggero Jacobbi, che Jannacci aveva trovato in un’antologia di poeti brasiliani curata dallo stesso Jacobbi e su cui poi compose la musica.

## Tracce
Lato A
1. Vengo anch'io. No, tu no (testo: Enzo Jannacci, Fiorenzo Fiorentini, Dario Fo – musica: Enzo Jannacci)

Lato B
1. Giovanni, telegrafista (testo: Cassiano Ricardo, Ruggero Jacobbi – musica: Enzo Jannacci)